# 閃雅波灰蝶
閃雅波灰蝶（学名：Jamides cleodus），又名湄溪小灰蝶、眉溪小灰蝶、閃白波灰蝶，为灰蝶科雅波灰蝶屬下的一个种。分佈於印度。